# Ulolonche orbiculata
Ulolonche orbiculata är en fjärilsart som beskrevs av Smith 1891. Ulolonche orbiculata ingår i släktet Ulolonche och familjen nattflyn. Inga underarter finns listade i Catalogue of Life.